# Ruschieae
Ruschieae je tribus biljaka iz porodice čupavica (Aizoaceae), dio potporodice Ruschioideae. U tribus je uključeno blizu 100 rodova.
Ruschieae je veliko pleme od oko 1600 vrsta sukulentnih trajnica. Oni čine glavnu komponentu sušnih dijelova florističke regije Greater Cape, kako u broju vrsta tako i u njihovoj gustoći pokrivenosti. Do sada su filogenetski odnosi unutar plemena bili neriješeni, uglavnom zbog nedostatka varijabilnih molekularnih karakteristika i to se pripisuje nedavnom i brzom zračenju plemena. Cornelia Klak, Peter V. Bruyns, Pavel Hanáček kažu “Naša filogenija temelji se na 10 genskih regija kloroplasta i predstavlja gotovo potpuni uzorak od 100 trenutno priznatih rodova Ruschieae. Ove regije kloroplasta dale su relativno malo filogenetski informativnih znakova, posljedično pružajući samo ograničenu rezoluciju i slabu podršku za mnoge dijelove filogenije. Unatoč tome, po prvi put pružamo dobro potkrijepljene dokaze da taksoni s uglavnom mezomorfnim, često efemernim lišćem i slabo postojanim plodovima čine bazalni stupanj loza u Ruschieae. Ove loze obuhvaćaju veliku politomiju taksona s gotovo isključivo kseromorfnim, postojanim lišćem i jako postojanim plodovima. Među bazalnim stupnjevima loza, one koje se javljaju u području zimske kiše obično odbacuju svoje lišće ili formiraju (barem djelomično) zaštitni, suhi omotač oko vršnog pupoljka tijekom suhih ljetnih mjeseci, kao sredstvo za bijeg od ljetne suše. Ovo je u suprotnosti sa svojtama bazalnog stupnja izvan područja zimske kiše, u kojima lišće ostaje. Naši rezultati pokazuju da su se, i kod jako i kod slabo postojanih plodova, specijalizirane karakteristike ploda opetovano razvijale, pa su te strukture visoko homoplazijske. Možda kao posljedica opetovanih promjena prema povećanoj postojanosti i specijalizaciji lišća i plodova, nekoliko kladusa pokazuje malu morfološku koheziju. Međutim, kao i u drugim skupinama u Cape Flori, većina klada u Ruschieae predstavlja regionalne skupine. Naša analiza sekvenci nuklearnog gena 'glutamin sintetaza izražena u kloroplastu' (ncpGS) otkrila je opsežnu paralogiju unutar Ruschieae, ali je pronašla netaknuti okvir čitanja u svim njegovim članovima. Potrebno je više podataka o citologiji Ruschieae kako bi se procijenilo je li uočena paralogija posljedica duplikacije gena ili poliploidije.”

## Rodovi
Tribus Ruschieae Schwantes
1. Diplosoma Schwantes  (2 spp.)
2. Oophytum N. E. Br.  (2 spp.)
3. Drosanthemopsis Rauschert  (3 spp.)
4. Jensenobotrya A. G. J. Herre  (1 sp.)
5. Disphyma N. E. Br.  (5 spp.)
6. Malephora N. E. Br.  (17 spp.)
7. Glottiphyllum N. E. Br.  (16 spp.)
8. Gibbaeum N. E. Br.  (18 spp.)
9. Malephoropsis Klak  (2 spp.)
10. Frithia N. E. Br.  (2 spp.)
11. Corpuscularia Schwantes  (8 spp.)
12. Delosperma N. E. Br.  (163 spp.)
13. Mestoklema N. E. Br. ex Glen  (6 spp.)
14. Trichodiadema Schwantes  (34 spp.)
15. Dicrocaulon N. E. Br.  (7 spp.)
16. Monilaria  (Schwantes) Schwantes (5 spp.)
17. Meyerophytum Schwantes  (2 spp.)
18. Mitrophyllum Schwantes  (8 spp.)
19. Conophytum N. E. Br.  (107 spp.)
20. Enarganthe N. E. Br.  (1 sp.)
21. Ruschianthus L. Bolus  (1 sp.)
22. Namaquanthus L. Bolus  (2 spp.)
23. Schlechteranthus Schwantes  (12 spp.)
24. Jacobsenia L. Bolus & Schwantes  (3 spp.)
25. Hartmanthus S. A. Hammer  (2 spp.)
26. Antimima N. E. Br. emend. Dehn  (108 spp.)
27. Smicrostigma N. E. Br.  (2 spp.)
28. Octopoma N. E. Br.  (5 spp.)
29. Zeuktophyllum N. E. Br.  (2 spp.)
30. Sederbergia Klak  (4 spp.)
31. Hammeria Burgoyne  (3 spp.)
32. Braunsia Schwantes  (7 spp.)
33. Wooleya L. Bolus  (1 sp.)
34. Argyroderma N. E. Br.  (11 spp.)
35. Sarcozona J. M. Black  (2 spp.)
36. Carpobrotus N. E. Br.  (15 spp.)
37. Scopelogena L. Bolus  (2 spp.)
38. Daggodora S. A. Hammer  (1 sp.)
39. Stoeberia Dinter & Schwantes  (6 spp.)
40. Amphibolia L. Bolus ex Herre  (6 spp.)
41. Eberlanzia Schwantes  (10 spp.)
42. Erepsia N. E. Br.  (31 spp.)
43. Cylindrophyllum Schwantes  (5 spp.)
44. Pleiospilos N. E. Br.  (4 spp.)
45. Tanquana H. Hartmann & Liede  (3 spp.)
46. Rabiea N. E. Br.  (6 spp.)
47. Prepodesma N. E. Br.  (1 sp.)
48. Nananthus N. E. Br.  (6 spp.)
49. Deilanthe N. E. Br.  (3 spp.)
50. Aloinopsis Schwantes  (8 spp.)
51. Vlokia S. A. Hammer  (2 spp.)
52. Marlothistella Schwantes  (2 spp.)
53. Carruanthus  (Schwantes) Schwantes (2 spp.)
54. Machairophyllum Schwantes  (4 spp.)
55. Bijlia N. E. Br.  (2 spp.)
56. Orthopterum L. Bolus  (2 spp.)
57. Faucaria Schwantes  (8 spp.)
58. Peersia L. Bolus  (3 spp.)
59. Rhinephyllum N. E. Br.  (11 spp.)
60. Stomatium Schwantes  (38 spp.)
61. Mossia N. E. Br.  (1 sp.)
62. Neohenricia L. Bolus  (2 spp.)
63. Chasmatophyllum  (Schwantes) Dinter & Schwantes (7 spp.)
64. Cerochlamys N. E. Br.  (3 spp.)
65. Khadia N. E. Br.  (6 spp.)
66. Bergeranthus Schwantes  (7 spp.)
67. Hereroa  (Schwantes) Dinter & Schwantes (28 spp.)
68. Rhombophyllum  (Schwantes) Schwantes (5 spp.)
69. Acrodon N. E. Br.  (5 spp.)
70. Brianhuntleya Chess., S. A. Hammer & I. Oliv.  (3 spp.)
71. Antegibbaeum Schwantes ex C. Weber  (1 sp.)
72. Didymaotus N. E. Br.  (1 sp.)
73. Astridia Dinter  (13 spp.)
74. Namibia  (Schwantes) Dinter & Schwantes (2 spp.)
75. Dracophilus  (Schwantes) Dinter & Schwantes (2 spp.)
76. Psammophora Dinter & Schwantes  (4 spp.)
77. Juttadinteria Schwantes  (5 spp.)
78. Cephalophyllum  (Haw.) N. E. Br. (33 spp.)
79. Vanheerdea L. Bolus ex H. E. K. Hartmann  (3 spp.)
80. Ebracteola Dinter & Schwantes  (4 spp.)
81. Lapidaria  (Dinter & Schwantes) Schwantes ex N. E. Br. (1 sp.)
82. Dinteranthus Schwantes  (6 spp.)
83. Lithops N. E. Br.  (38 spp.)
84. Schwantesia Dinter  (11 spp.)
85. Ruschia Schwantes  (221 spp.)
86. Nelia Schwantes  (2 spp.)
87. Ottosonderia L. Bolus  (2 spp.)
88. Arenifera A. G. J. Herre  (4 spp.)
89. Fenestraria N. E. Br.  (1 sp.)
90. Jordaaniella H. E. K. Hartmann  (7 spp.)
91. Vanzijlia L. Bolus  (1 sp.)
92. Leipoldtia L. Bolus  (13 spp.)
93. Hallianthus H. E. K. Hartmann  (1 sp.)
94. Oscularia Schwantes  (23 spp.)
95. Stayneria L. Bolus  (1 sp.)
96. Titanopsis Schwantes  (3 spp.)
97. Ruschiella Klak  (4 spp.)
98. Phiambolia Klak  (9 spp.)
99. Lampranthus N. E. Br.  (81 spp.)